# 南投長腳螢金花蟲
南投長腳螢金花蟲（学名：Monolepta nantouensis）为金花蟲科長腳螢金花蟲屬下的一个种。其种加词“nantouensis”意为“南投的”。